# ФК Партизан сезона 2009/10.
ФК Партизан сезона 2009/10. обухвата све резултате и остале информације везане за наступ Партизана у сезони 2009/10.
У овој сезони ФК Партизан је сакупио 32 победе, 7 нерешених и 7 пораза.

## Играчи

### Састав
Од 22. јануара 2010.
| Бр. |               | Позиција | Играч              |
| --- | ------------- | -------- | ------------------ |
| 1   | Црна Гора     | Г        | Дарко Божовић      |
| 3   | Србија        | О        | Војислав Станковић |
| 5   | Србија        | С        | Љубомир Фејса      |
| 6   | Србија        | О        | Раденко Камберовић |
| 7   | Србија        | С        | Немања Томић       |
| 8   | Србија        | С        | Радосав Петровић   |
| 9   | Бразил        | Н        | Клео               |
| 10  | Гвинеја Бисао | С        | Алмами Мореира     |
| 11  | Србија        | О        | Марко Ломић        |
| 13  | Србија        | О        | Марко Јовановић    |
| 14  | Србија        | С        | Дарко Брашанац     |
| 17  | Србија        | С        | Предраг Мијић      |

| Бр. |                    | Позиција | Играч                   |
| --- | ------------------ | -------- | ----------------------- |
| 18  | Северна Македонија | О        | Александар Лазевски     |
| 19  | Србија             | Н        | Брана Илић              |
| 20  | Србија             | О        | Младен Крстајић         |
| 21  | Србија             | С        | Бранислав Јовановић     |
| 22  | Србија             | С        | Саша Илић               |
| 23  | Србија             | С        | Александар Давидов      |
| 24  | Србија             | О        | Срђа Кнежевић           |
| 25  | Бразил             | Н        | Вашингтон               |
| 26  | Сенегал            | Н        | Ламин Дијара            |
| 27  | Црна Гора          | Г        | Младен Божовић          |
| 30  | Србија             | Г        | Александар Радосављевић |
| 77  | Црна Гора          | С        | Никола Вујовић          |

## Трансфери

### Дошли
| Датум            | Позиција         | Име и презиме       | Претходни клуб    | Извор |
| ---------------- | ---------------- | ------------------- | ----------------- | ----- |
| 15. јун 2009.    | Штопер           | Младен Крстајић     | Шалке             | [ 1 ] |
| 15. јун 2009.    | Дефанзивни везни | Бранислав Јовановић | Напредак Крушевац | [ 1 ] |
| 15. јун 2009.    | Десни бек        | Синиша Стевановић   | Телеоптик         | [ 1 ] |
| 19. јун 2009.    | Нападач          | Клео                | Москавиде         | [ 2 ] |
| 31. август 2009. | Леви бек         | Марко Ломић         | Кобленц           | [ 3 ] |
| 11. јануар 2010. | Штопер           | Војислав Станковић  | ОФК Београд       | [ 4 ] |
| 11. јануар 2010. | Крило            | Предраг Мијић       | Спартак Суботица  | [ 4 ] |
| 11. јануар 2010. | Везни            | Александар Давидов  | Милан             | [ 4 ] |
| 11. јануар 2010. | Десни бек        | Раденко Камберовић  | Севојно           | [ 4 ] |

### Отишли
| Датум            | Позиција         | Име и презиме      | Одлази у            | Извор  |
| ---------------- | ---------------- | ------------------ | ------------------- | ------ |
| 3. јун 2009.     | Дефанзивни везни | Жука               | Депортиво ла Коруња | [ 5 ]  |
| 4. јул 2009.     | Десни бек        | Иван Стевановић    | Сошо                | [ 6 ]  |
| 22. јул 2009.    | Офанзивни везни  | Данијел Марчета    | Фолкерк             | [ 7 ]  |
| 28. јул 2009.    | Штопер           | Милован Сикимић    | Стразбур            | [ 8 ]  |
| 24. август 2009. | Леви Бек         | Иван Обрадовић     | Реал Сарагоса       | [ 9 ]  |
| 1. јануар 2010.  | Штопер           | Горан Гавранчић    | Хенан               | [ 10 ] |
| 4. јануар 2010.  | Нападач          | Милош Богуновић    | Кадиз               | [ 11 ] |
| 13. јануар 2010. | Офанзивни везни  | Адем Љајић         | Фјорентина          | [ 12 ] |
| 28. јануар 2010. | Десни бек        | Синиша Стевановић  | Спартак Суботица    | [ 13 ] |
| 29. јануар 2010. | Штопер           | Александар Косорић | Рад                 |        |
| 8. април 2010.   | Штопер           | Ненад Ђорђевић     | Крила Совјетов      | [ 14 ] |

## Резултати

### Табела
|  | М | Клуб             | Одиг. | Поб. | Нер. | Пор. | ГД | ГП | ГР  | Бод. |
|  | - | ---------------- | ----- | ---- | ---- | ---- | -- | -- | --- | ---- |
|  | 1 | Партизан         | 30    | 24   | 6    | 0    | 63 | 14 | +49 | 78   |
|  | 2 | Црвена звезда    | 30    | 23   | 2    | 5    | 53 | 17 | +36 | 71   |
|  | 3 | ОФК Београд      | 30    | 15   | 5    | 10   | 38 | 33 | +5  | 50   |
|  | 4 | Спартак Суботица | 30    | 14   | 7    | 9    | 34 | 27 | +7  | 49   |

Легенда:
| Датум               | Место               | Гледалаца | Противник         | Резултат | Стрелци за Партизан                                                                 | Такмичење                      |
| 14. јул 2009.       | Рил, Велс           | 1.726     | Рил               | 4:0      | Крстајић (17.) Клео (18.) Дијара (45+1.) Ђорђевић (69.)                             | Квалификације за Лигу шампиона |
| 21. јул 2009.       | Београд, Србија     | 9.321     | Рил               | 8:0      | Дијара (4.) Клео (17, 51, 72. пен.) Ђорђевић (19.) Б. Илић (38, 63.) Петровић (66.) | Квалификације за Лигу шампиона |
| 29. јул 2009.       | Никозија, Кипар     | 15.000    | АПОЕЛ             | 0:2      |                                                                                     | Квалификације за Лигу шампиона |
| 4. август 2009.     | Београд, Србија     | 23.867    | АПОЕЛ             | 1:0      | Мореира (3.)                                                                        | Квалификације за Лигу шампиона |
| 15. август 2009.    | Београд, Србија     | 4.468     | Борац Чачак       | 5:0      | Љајић (15.) Дијара (48, 73, 90+1.) Клео (89.)                                       | Суперлига                      |
| 20. август 2009.    | Београд, Србија     | 14.143    | Жилина            | 1:1      | Клео (16. пен.)                                                                     | Квалификације за Лигу Европе   |
| 23. август 2009.    | Ивањица, Србија     | 3.000     | Јавор Ивањица     | 1:1      | Обрадовић (45+1.)                                                                   | Суперлига                      |
| 27. август 2009.    | Жилина, Словачка    | 10.650    | Жилина            | 2:0      | Дијара (59.) Б. Илић (65.)                                                          | Квалификације за Лигу Европе   |
| 30. август 2009.    | Београд, Србија     | 4.845     | Хајдук Кула       | 1:0      | Ђукановић (66.) (а.г.)                                                              | Суперлига                      |
| 13. септембар 2009. | Београд, Србија     | 2.500     | Чукарички         | 1:1      | Б. Илић (62.)                                                                       | Суперлига                      |
| 17. септембар 2009. | Београд, Србија     | 13.845    | Тулуза            | 2:3      | Крстајић (23.) Клео (67.)                                                           | Лига Европе                    |
| 20. септембар 2009. | Београд, Србија     | 4.863     | Војводина         | 1:0      | Б. Илић (76.)                                                                       | Суперлига                      |
| 23. септембар 2009. | Београд, Србија     | 2.568     | Инђија            | 3:0      | Клео (45.) Дијара (64.) Мореира (89.)                                               | Куп Србије                     |
| 26. септембар 2009. | Београд, Србија     | 3.549     | БСК Борча         | 2:1      | Клео (31. пен.) Дијара (52.)                                                        | Суперлига                      |
| 1. октобар 2009.    | Доњецк, Украјина    | 49.480    | Шахтјор           | 1:4      | Љајић (86.)                                                                         | Лига Европе                    |
| 4. октобар 2009.    | Суботица, Србија    | 7.000     | Спартак Суботица  | 1:1      | Дијара (35.)                                                                        | Суперлига                      |
| 18. октобар 2009.   | Београд, Србија     | 2.522     | Јагодина          | 3:0      | Крстајић (5.) Дијара (44.) Љајић (45.)                                              | Суперлига                      |
| 22. октобар 2009.   | Бриж, Белгија       | 18.903    | Клуб Бриж         | 0:2      |                                                                                     | Лига Европе                    |
| 25. октобар 2009.   | Београд, Србија     | 3.000     | Рад               | 3:2      | Клео (9, 27.) Фејса (58.)                                                           | Суперлига                      |
| 28. октобар 2009.   | Нови Сад, Србија    | 1.300     | Пролетер Нови Сад | 2:1      | Дијара (71.) Кнежевић (84.)                                                         | Куп Србије                     |
| 1. новембар 2009.   | Београд, Србија     | 2.268     | Напредак Крушевац | 3:1      | Крстајић (48.) Љајић (50.) Петровић (87.)                                           | Суперлига                      |
| 5. новембар 2009.   | Београд, Србија     | 12.000    | Клуб Бриж         | 2:4      | Љајић (52.) Вашингтон (66.)                                                         | Лига Европе                    |
| 8. новембар 2009.   | Крагујевац,* Србија | 4.000     | Металац           | 2:0      | Петровић (18.) Мореира (38.)                                                        | Суперлига                      |
| 21. новембар 2009.  | Београд, Србија     | 2.048     | Смедерево         | 2:1      | Дијара (6.) Петровић (74.)                                                          | Суперлига                      |
| 25. новембар 2009.  | Јагодина, Србија    |           | Јагодина          | 2:1      | Дијара (26.) Клео (49. пен.)                                                        | Куп Србије                     |
| 28. новембар 2009.  | Београд, Србија     | 31.640    | Црвена звезда     | 2:1      | Дијара (4.) Клео (61.)                                                              | Суперлига                      |
| 3. децембар 2009.   | Тулуза, Француска   | 11.123    | Тулуза            | 0:1      |                                                                                     | Лига Европе                    |
| 6. децембар 2009.   | Београд, Србија     | -         | ОФК Београд       | 3:0      | Љајић (9.) Петровић (54.) Дијара (69.)                                              | Суперлига                      |
| 12. децембар 2009.  | Пожаревац, Србија   | 4.500     | Млади радник      | 1:1      | Мореира (18.)                                                                       | Суперлига                      |
| 16. децембар 2009.  | Београд, Србија     | 6.000     | Шахтјор           | 1:0      | Дијара (6.)                                                                         | Лига Европе                    |
| 27. фебруар 2010.   | Чачак, Србија       | 3.000     | Борац Чачак       | 3:0      | Клео (4.) Фејса (40.) Давидов (47.)                                                 | Суперлига                      |
| 7. март 2010.       | Београд, Србија     | 3.500     | Јавор Ивањица     | 0:0      |                                                                                     | Суперлига                      |
| 14. март 2010.      | Кула, Србија        | 2.000     | Хајдук Кула       | 2:0      | Томић (6, 66.)                                                                      | Суперлига                      |
| 20. март 2010.      | Београд, Србија     | 5.997     | Чукарички         | 3:0      | Давидов (25.) Клео (52.) Петровић (89.)                                             | Суперлига                      |
| 24. март 2010.      | Нови Сад, Србија    | 15.000    | Војводина         | 2:1      | Клео (3, 45.)                                                                       | Суперлига                      |
| 27. март 2010.      | Београд, Србија     | 3.000     | БСК Борча         | 2:1      | Клео (6.) Јовановић (90+2.)                                                         | Суперлига                      |
| 3. април 2010.      | Београд, Србија     | 3.064     | Спартак Суботица  | 2:0      | Ломић (48, 72.)                                                                     | Суперлига                      |
| 11. април 2010.     | Јагодина, Србија    | 6.000     | Јагодина          | 0:0      |                                                                                     | Суперлига                      |
| 15. април 2010.     | Београд, Србија     | 8.000     | Војводина         | 1:3      | Петровић (45.)                                                                      | Куп Србије                     |
| 18. април 2010.     | Београд, Србија     | 6.470     | Рад               | 2:1      | Мореира (34.) С. Илић (48.)                                                         | Суперлига                      |
| 21. април 2010.     | Крушевац, Србија    | 6.500     | Напредак Крушевац | 1:0      | Дијара (14.)                                                                        | Суперлига                      |
| 24. април 2010.     | Београд, Србија     | 6.157     | Металац           | 3:1      | Клео (14, 23.) Дијара (49.)                                                         | Суперлига                      |
| 1. мај 2010.        | Смедерево, Србија   | 7.000     | Смедерево         | 2:0      | Клео (51. пен.) С. Илић (59.)                                                       | Суперлига                      |
| 8. мај 2010.        | Београд, Србија     | 24.670    | Црвена звезда     | 1:0      | Петровић (72.)                                                                      | Суперлига                      |
| 13. мај 2010.       | Београд, Србија     | 5.000     | ОФК Београд       | 3:0      | Клео (9.) Б. Илић (89.) Петровић (90+2.)                                            | Суперлига                      |
| 16. мај 2010.       | Београд, Србија     | 10.129    | Млади Радник      | 6:0      | Дијара (18, 30, 83.) С. Илић (27.) Давидов (77.) Ломић (87.)                        | Суперлига                      |